# اونیتشوو
اونیتشوو (به لاتین: Uničov) یک منطقهٔ مسکونی در جمهوری چک است که در شهرستان اولوموتس واقع شده‌است.
 اونیتشوو  ۱۱٬۸۱۰ نفر جمعیت دارد.